# سیارک ۲۶۵۷۸
سیارک ۲۶۵۷۸ (به انگلیسی: 26578 Cellinekim، نامگذاری:2000EH92)۲۶۵۷۸مین سیارک کشف شده‌است که در ۰۹ مارس ۲۰۰۰ کشف شد.